# William H. Baker

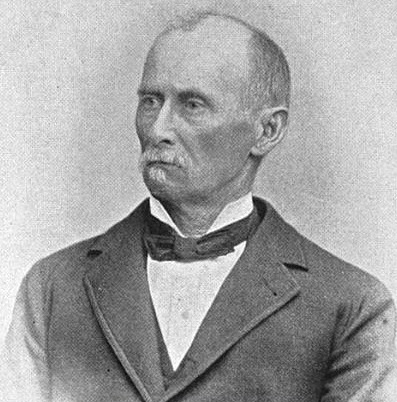
William H. Baker

William Henry Baker (* 17. Januar 1827 in Lenox, New York; † 25. November 1911 in Constantia, New York) war ein US-amerikanischer Jurist und Politiker. Zwischen 1875 und 1879 vertrat er den Bundesstaat New York im US-Repräsentantenhaus.

## Werdegang
William Henry Baker wurde 1827 im Madison County geboren. Die Familie zog 1829 nach Oswego County. Er besuchte dort Gemeinschaftsschulen sowie die Red Creek Academy und die Mexico Academy. Danach studierte er Jura. Nach dem Erhalt seiner Zulassung als Anwalt im November 1851 in Syracuse begann er in Cleveland zu praktizieren. Er zog 1853 nach Constantia im Oswego County. Im Januar 1863 wurde er Bezirksstaatsanwalt im Oswego County – ein Posten, den er bis Januar 1870 innehatte. Politisch gehörte er der Republikanischen Partei an. Bei den Kongresswahlen des Jahres 1874 für den 44. Kongress wurde Baker im 24. Wahlbezirk von New York in das US-Repräsentantenhaus in Washington, D.C. gewählt, wo er am 4. März 1875 die Nachfolge von R. Holland Duell antrat. Er wurde einmal wiedergewählt. Da er auf eine erneute Wiederwahlkandidatur 1878 verzichtete, schied er nach dem 3. März 1879 aus dem Kongress aus. 1884 nahm er als Delegierter an der Verfassunggebenden Versammlung von New York teil. Dann war er in der Landwirtschaft tätig. Er verstarb ungefähr drei Jahre vor dem Ausbruch des Ersten Weltkrieges in Constantia und wurde dann auf dem Trinity Church Cemetery beigesetzt.